# هالتیالا
هالْتیالا (به فنلاندی: Haltiala) یک منطقهٔ مسکونی در فنلاند است که در هلسینکی واقع شده‌است.